# Kjell Ove Hauge
Kjell Ove Hauge (* 20. Februar 1969 in Gloppen) ist ein ehemaliger norwegischer Kugelstoßer und Diskuswerfer. Seit 2013 ist er Schulleiter der Kuben videregående skole, Oslos größtem Gymnasium.
Viermal wurde er nationaler Meister im Freien (1993, 1994, 1996, 1997) und einmal in der Halle (1997).

## Persönliche Bestleistungen
- Kugelstoßen: 20,39 m 31. Mai 1998, Eugene, Oregon
  - Halle: 20,37 m 11. Februar 1997, Genua, Italien
- Diskuswurf: 63,10 m 14. Juni 1997, Tønsberg, Norwegen